# Dura-Lube 200 1998
Dura-Lube 200 1998 var ett race som var den andra deltävlingen i Indy Racing League 1998. Racet kördes den 22 mars på Phoenix International Raceway. Scott Sharp tog hem segern före den regerande mästaren Tony Stewart. Det var Kelley Racings första seger, och kom redan i det nystartade stallets andra tävling. Stewart behöll mästerskapsledningen genom sin andraplats, medan Billy Boat slutade på tredje plats.

## Slutresultat
| Plats | Förare           | Team                   | Grid |
| ----- | ---------------- | ---------------------- | ---- |
| 1     | Scott Sharp      | Kelley Racing          | 8    |
| 2     | Tony Stewart     | Team Menard            | 3    |
| 3     | Billy Boat       | A.J. Foyt Enterprises  | 2    |
| 4     | Stéphan Grégoire | Chastain Motorsports   | 22   |
| 5     | Jeff Ward        | ISM Racing             | 1    |
| 6     | Scott Goodyear   | Panther Racing         | 14   |
| 7     | Sam Schmidt      | LP Racing              | 25   |
| 8     | Raul Boesel      | McCormack Motorsports  | 13   |
| 9     | Buzz Calkins     | Bradley Motorsports    | 17   |
| 10    | Eddie Cheever    | Cheever Racing         | 20   |
| 11    | Greg Ray         | Knapp Motorsports      | 18   |
| 12    | Robbie Buhl      | Team Menard            | 12   |
| 13    | Tyce Carlson     | Immke Racing           | 27   |
| 14    | Kenny Bräck      | A.J. Foyt Enterprises  | 5    |
| 15    | Mike Groff       | Byrd-Cunningham Racing | 24   |
| 16    | Mark Dismore     | Kelley Racing          | 15   |
| 17    | Brian Tyler      | Chitwood Motorsports   | 28   |
| 18    | Jimmy Kite       | Team Scandia           | 4    |
| 19    | John Paul Jr.    | PDM Racing             | 21   |
| 20    | Marco Greco      | Phoenix Racing         | 16   |
| 21    | Paul Durant      | Cobb Racing            | 26   |
| 22    | Dave Steele      | RSM Marko              | 24   |
| 23    | Eliseo Salazar   | Riley & Scott Cars     | 6    |
| 24    | Arie Luyendyk    | Treadway Racing        | 19   |
| 25    | J.J. Yeley       | Sinden Racing Services | 10   |
| 26    | Davey Hamilton   | Nienhouse Motorsports  | 7    |
| 27    | Roberto Guerrero | Pagan Racing           | 11   |
| 28    | Buddy Lazier     | Hemelgarn Racing       | 9    |